# Hippopotamyrus longilateralis
Hippopotamyrus longilateralis es una especie de pez elefante eléctrico perteneciente al género Hippopotamyrus en la familia Mormyridae; está presente en la cuenca hidrográfica africana del río Kunene, tras las cataratas Epupa y bajo las cataratas Ruacana. Es nativa de Namibia y Angola; y puede alcanzar un tamaño aproximado de 17,2 cm.